# 小川月神社

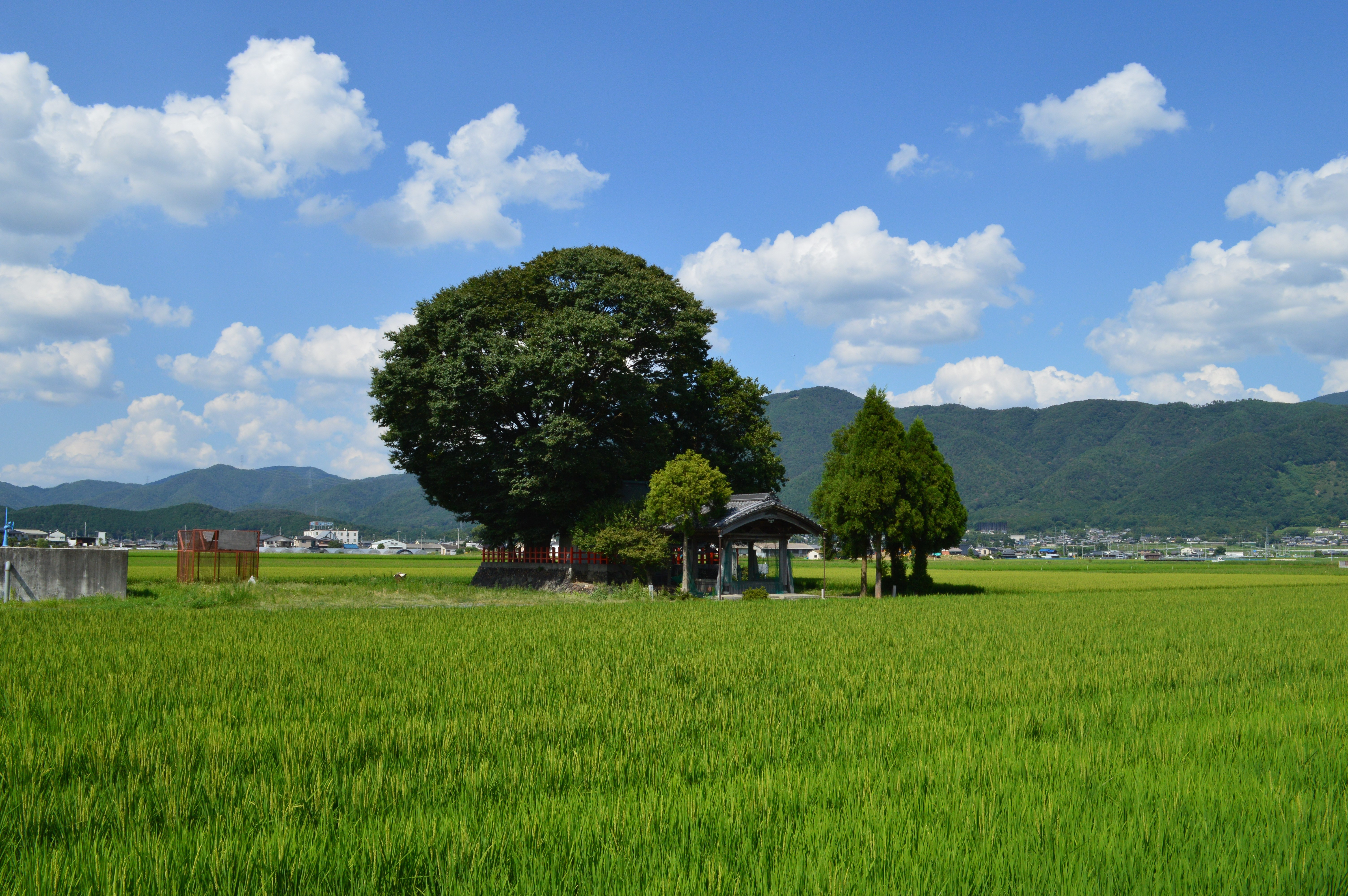
境内遠景

小川月神社（おがわつきじんじゃ）は、京都府亀岡市馬路町にある神社。式内社（名神大社）で、旧社格は村社。小川月読社とも。

## 祭神
- 月読命（つくよみのみこと）

大堰川沿いには他にも松尾大社系の神社があるので、下流の葛野坐月読神社（松尾大社摂社）との関係が指摘される。

## 社名について
社名は郷名「小川郷」を冠する神社名となったと見られている。
当社は大堰川の左岸（東側）に鎮座しているが、大堰川を挟んだ西方、千代川町に小川という字名があり、『和名抄』に見える「桑田郡小川郷」の遺称地であるとされている。そのため、かつての大堰川は当社の東を流れ、当社一帯も小川郷に含まれていたと考えられている。当社の東方を流れる古川が大堰川の流路変更の名残とされている。
明治以前には「月読（神）社」を称し、現在でも「つきよみさん」と呼ばれて親しまれている。

## 歴史

### 概史
上述松尾大社との関係から、大堰川を遡る形で秦氏による開発が進み、それにともなって創祀されたと考えられている。氏子総代保管の「丹波国桑田郡小川月神社之事」という年不明の文書には、伊勢両宮が丹後国与謝郡に遷座した時の末社であるとも、丹波国に鎮座していた時の末社であるともし、「神代よりの旧地なり」と記している。また、出雲神社（現亀岡市千歳町の出雲大神宮）の鎮座よりも古く、同神社と同等の神社で桑田郡の「第二之大社也」とも記す。
『神社明細帳』によれば、応仁年間（1467-69年）に大堰川の洪水によって社地を流失し、以後小祠として祀られるようになったとある他、前掲文書にも応永年間（1394-1428年）の洪水を記し、或いは兵乱によって廃弊して以後「境内狭小にして祭祀等無之」とも記す。これらより、大堰川の流路変更などで被災、退転したと考えられている。
大堰川対岸の千代川町小川にも同じく月読命を祀る月読神社が存在するが、これは大堰川の流路変更によって当神社と隔てられた人々が新しく氏神として当神社から勧請したものであると見られている。なお、亀岡市馬路町と同市千代川町を結ぶ大堰川の橋を、両岸に月読命を祀る神社があることから、地方政治家である堤太三吉により「月読橋」と名付けられた。
明治になって村社とされたが、明治10年（1877年）に式内名神大社に比定され、同年6月の京都府名義の確認書に「月読社 延喜式内小川月神社ニ相違無之候」とある。

### 神階
- 天安3年（859年）1月27日、従五位下から従五位上 （『日本三代実録』） - 表記は「小川月神」。

### 神職
前掲氏子総代文書に「貞村守護してより春秋ニ不絶祭祀す」とあり、社伝によれば、北条時頼が廻国の途中に参拝し、家臣の人見次郎貞村という者に神社の守護を命じ、長らく人見家が30代にわたって奉仕してきたが、その後氏子総代が維持経営にあたるようになったという（境内案内看板より）。

## 境内
境内は南丹高校南部の田畑の中に立つ。神社を中心とした1.3haの田地の地名が「月読」であることから、この田地が昔の神域であったのではないかと推測されている。
本殿は一間社流造で、覆屋内に立っている。また、拝殿は方1間妻入瓦葺で、年不明ながら出雲大神宮より遷されたものであると伝える。境内は亀岡市により「小川月神社」として亀岡の自然100選に選ばれている。

## 主な祭事
10月16日の例祭に、1年間に誕生した子供全員の祈祷をする慣例がある。由緒は不明ながらも地域全体で子供たちの無事な成長を願うものである。

## 現地情報
所在地
- 京都府亀岡市馬路町月読16

交通アクセス
- 鉄道
  - 最寄駅：JR西日本嵯峨野線 千代川駅 （徒歩約20分）

- バス
  - 亀岡市ふるさとバスで、「南丹高校前」バス停下車 （下車後徒歩約5分）

周辺
- 出雲大神宮 - 丹波国一宮
- 丹波国分寺
- 千歳車塚古墳